# افعی شاخدار بیابانی
افعی شاخدار بیابانی (نام علمی: Cerastes cerastes) نام یک گونه از تیره گرزه‌ماران است.

## زیستگاه
افعی های شاخدار بیابانی از فراوان ترین گونه، در بین مارهای سمی بیابان های شمال آفریقا و خاورمیانه هستنند. این مار ها به طور کلی در سراسر شمال آفریقا، و جنوب غربی عربستان و در بخش های از فلسطین و اسرائیل نیز پیدا می شوند. در صحرای بزرگ افریقا بسیار رایج هستند، و بیشتر در مصر و مراکش یافت می شود. دامنه پراکنش آن ها از جنوب تا شمال مالی، نیجر، شمال چاد، سودان و موریتانی امتداد دارد.
همچنین این گونه مار به عنوان ساکن در بیابان های شرق سینا شناخته شده است و با افعی شاخدار عربی، همزیستی می کند .
آن ها در زیستگاه های مختلفی در بیابان ها از جمله تپه های صخره ای، بیابان های شنی و وادی ها زندگی می کنند،اعضای این گونه را می توان گاهی در تپه های شنی نیز یافت.
مشخص شده است که بین ریزاقلیم و پراکنش عمومی این گونه همبستگی قوی وجود دارد. افعی‌های شاخدار بیابانی معمولاً دماهای خنک‌تر را ترجیح می‌دهند که میانگین سالانه آن 20 درجه سانتی‌گراد یا کمتر است و معمولاً در ارتفاعات تا 1500 متر یافت می‌شوند. هنگام در نظر گرفتن محل این مارها حتی رطوبت نیز مهم است. دما باید به قدری بالا باشد که مار بخوابد و گرما بدست آورد و به اندازه ای مرطوب باشد که حداکثر آب موجود در بدن را حفظ کند، زیرا تنها منبع به دست آوردن آب از طعمه است.

## ظاهر فیزیکی
افعی های شاخدار بیابانی از متمایزترین مارهای صحرای شمال آفریقا هستند. در مقایسه با بیشتر مارهای منطقه، این گونه از نظر طول کوتاه و به طور متوسط بین 30 تا 60 سانتی متر است. اندازه فرزندان آن ها معمولا بین 12 تا 15 سانتی متر است. اگرچه ماده ها بزرگتر هستند، اما هر دو جنس ساختار کلی بدن و الگوهای رنگی مشابهی دارند. سر آن ها تا حدودی صاف، پهن، و مثلثی شکل است، و چشم ها در کنار سر قرار دارد، و گردن نازکی دارند.
آن ها درارای 25 تا 35 ردیف فلس‌های به‌شدت کیل‌دار پوشیده شده هستند، با وجود «شاخ‌های» فوق‌اوربیتال مشخص می‌شود که از یک پوسته منفرد در بالای هر چشم تشکیل شده است که از آن یک خط تیره به سمت پشت مار امتداد می‌یابد. این ویژگی چیزی است که به طور کلی افعی های شاخدار صحرا را از سایر گونه های جنس Cerastes متمایز می کند.